# 苏格拉底·尼尔森
苏格拉底·尼尔森（英語：Socrates Nelson，1814年1月11日—1867年5月6日）是美国商人、政治家、拓荒先锋，1859至1861年当过一届明尼苏达州参议员。他参与斯蒂尔沃特初期社区建设，是明尼苏达州第一个秘密共济会会员独立会分会创始会员，也是明尼苏达历史学会早期成员。他开杂货店、卖木材、炒房，与许多保险和铁路行业公司关系密切。
从政期间他参与组建明尼蘇達領地，1848年与他人起草请愿书并呈交国会。他参与建立明尼苏达民主党，当过县司库、领地审计、县委员等各种职务，当选州参议员前曾是明尼苏达大学董事。尼尔森参议员推动废除《明尼苏达宪法》旨在加快铁路基础设施建设的贷款修正案。此后他还是1864年民主党全国大会代表。
1867年尼尔森在斯蒂尔沃特死于肺结核，同年捐赠的土地建起明尼苏达州历史最悠久的法院，法院挂牌匾纪念他的善举。1979年，以他命名的斯蒂尔沃特尼尔森学校入选國家史蹟名錄。

## 早年经历

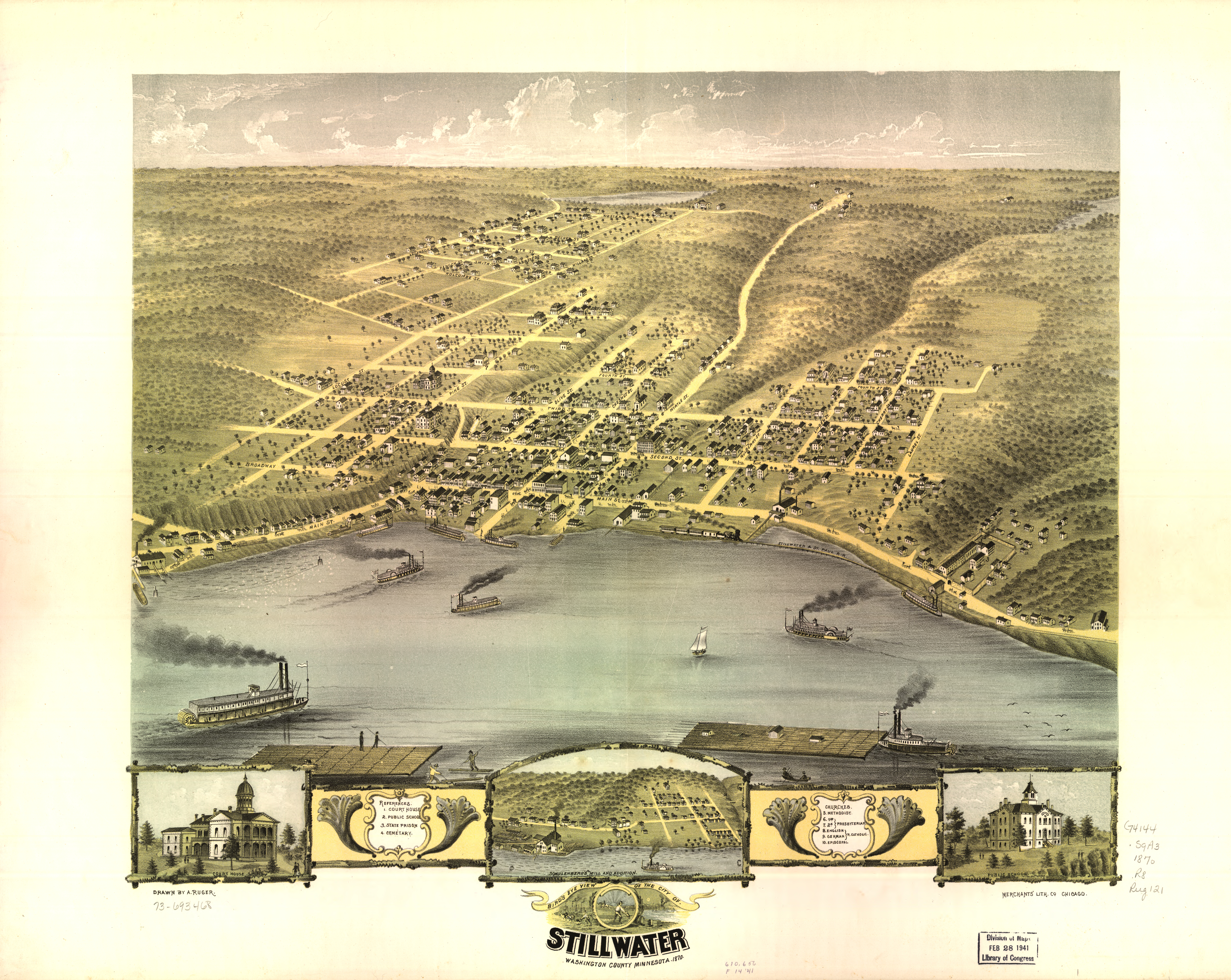
1870年绘制的斯蒂尔沃特全景草图，左下角便是尼尔森捐赠地块建起的法院

苏格拉底·尼尔森1814年1月11日生于马萨诸塞州富兰克林县康威，与父亲同名，母亲叫多萝西·博伊登。他在附近的格林菲尔德就读迪尔菲尔德学院，尚未毕业就回乡经商:10。1839年，25岁的尼尔森迁居伊利诺伊州探矿，1840年又搬到密苏里州圣路易斯出售商品、收集毛皮:323:58–59。他在圣路易斯结识未来的经商合伙人利维·丘吉尔与夫人伊丽莎白·马里恩（本姓普罗克特）:10。1844年初，尼尔森沿密西西比河上游走到威斯康星領地奇珀瓦河河口，在此开设的贸易站得名尼尔森登陆点，又称尼尔森角，维持多年后毁于洪水:590。同年10月23日，他在伊利诺伊州亨内平迎娶康威同乡寡妇贝特西·巴特利特。贝特西生于1813年9月6日，前夫去世后随父母迁居亨内平:59:590–591。
尼尔森同年搭蒸汽船北上抵达新生小镇斯蒂尔沃特，开办当地第一间杂货店“尼尔森货仓”:10:216，贝特西很快搬来:38。丘吉尔夫妇暂留圣路易斯，双方利用密西西比河交换毛皮和其他商品:10。1845年，抵达斯蒂尔沃特不久的尼尔森、丘吉尔等早期定居者要求购买圣克罗伊河附近大片土地，后于1849年从政府土地办公室买断:323:10–11。1847年夏，尼尔森开始用木筏把白松顺流而下运到数百英里外的圣路易斯:303，1848年夏又同丘吉尔合伙买下林地。
1848年9月22日，尼尔森夫妇的双胞胎女儿艾玛和埃拉诞生，埃拉1849年10月23日夭折:18:115, 323 。尼尔森1849年与他人创办明尼苏达历史学会，11月1日他受命担任明尼苏达相互火灾保险公司法人:66。尼尔森与州议员马龙·布莱克是秘密共济会会员独立会首批明尼苏达会员，两人1852年在斯蒂尔沃特创办首个明尼苏达分会:80–81。

## 经商
1851年2月7日，明尼苏达领地议会组建圣克罗伊繁荣公司，尼尔森以创始人身份正式进入木材业:323:696。1852年，他同经商合伙人大卫·卢姆斯、丹尼尔·米尔斯绘制今华盛顿县贝波特所在地的地区图。他们在当地建起寄宿公寓和鋸木廠尼尔森木材公司。工厂采用蒸汽动力，1853年开始运作，尼尔森同年从贸易业抽身，1858年11月公司解散时尼尔森为业主:428，此后十年他极少安排复工:428，工厂后于1873年重建并更名圣克罗伊木材公司:26。1853年3月初，尼尔森等人创办路易斯安那与明尼苏达铁路公司圣保罗火灾与海上保险公司:138、明尼苏达西部铁路公司:143。1854年，尼尔森等人组建股份有限公司出版斯蒂尔沃特第一份报纸《圣克罗伊联盟报》，该周报倾向民主党，持续出版至1857年:541。

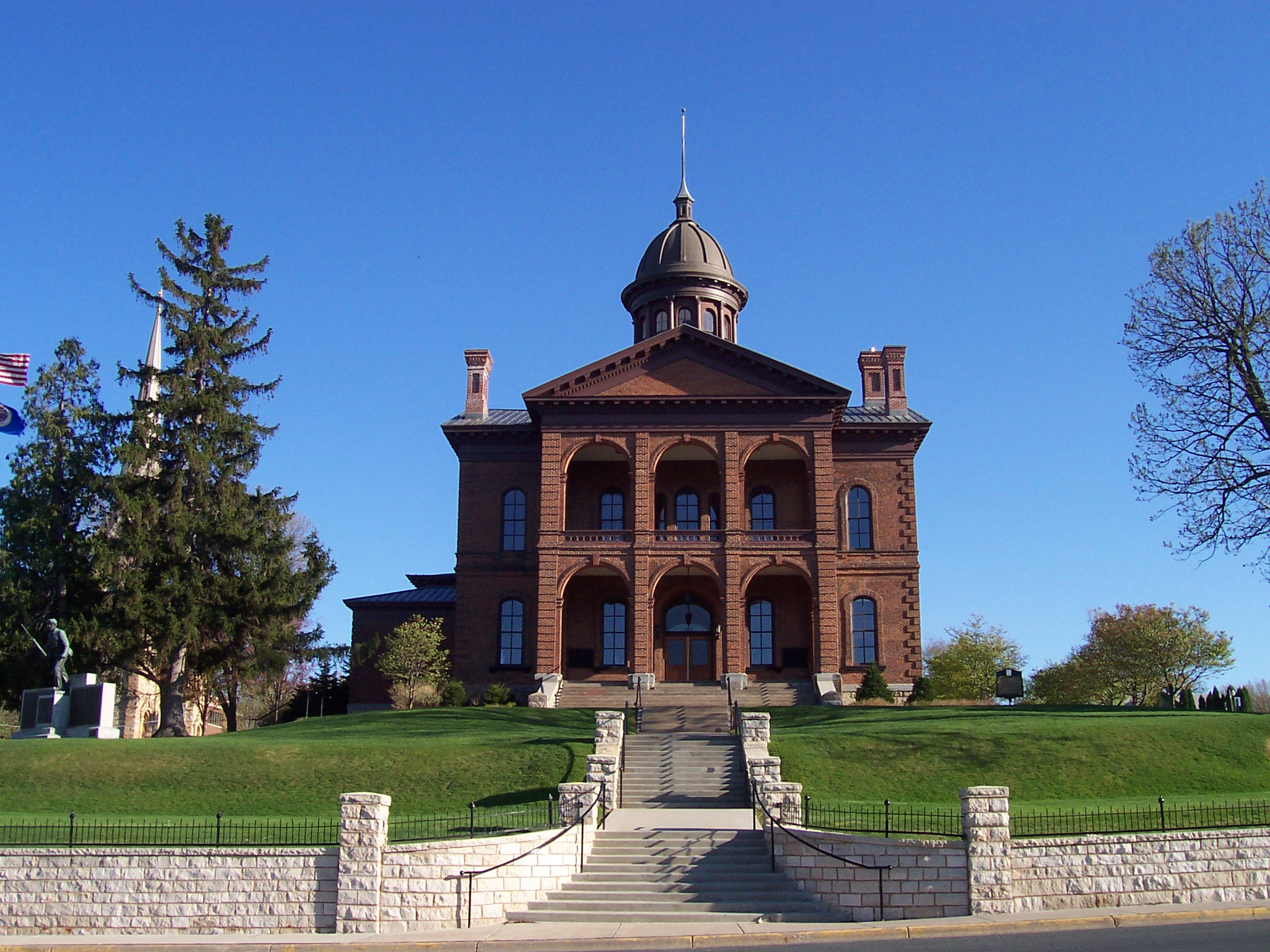
位于斯蒂尔沃特的华盛顿县历史法院，建在尼尔森与经商合伙人捐赠的土地上

1857年1月尼尔森与丘吉尔借炒房和土地价格飙升热潮把16万平方米土地转让圣保罗房地产推销员罗伯特·斯劳特，后者又将其中半数转手希拉里·汉考克:13–15。两人及夫人6月15日绘制地区图，把土地分成500个地块，但席卷全球的1857年經濟危機就在几个月后爆发:15–17。房地产市场崩溃、市场投机中止，划分地块和大部分尚未出售的土地暴跌至一文不值:15–17。八月经济危机爆发数月后，利维·丘吉尔12月24日在圣路易斯去世，财产转让伊丽莎白:18。地价低迷令斯劳特与汉考克心灰意冷，放弃地块所有权:18。
1867年1月27日，年势已长的尼尔森成为斯蒂尔沃特与圣保罗铁路法人。同年四月他与伊丽莎白·丘吉尔以五美元（相当于2020年93美元）低价把整街区土地“卖”给斯蒂尔沃特政府建造法院，而且没有任何附加条件，希望刺激开发，推动两人在附近拥有的其他地块市场需求:17。政府接受后建起如今明尼苏达州历史最悠久的法院。同年五月尼尔森谢世，贝特西和当地商人兼法院书记哈维·威尔逊（1876年11月13日去世）根据遗嘱委托一起打理他的生意:18, 26。法院建设为开发注入活力，附近地段售价涨至上千美元（相当于2020年18517美元）:18。1867年，尼尔森的地产价值超十万美元（相当于2020年185万美元）:18, 25。尼尔森的女婿挥霍无度，遗产到1880年11月已缩水三分之一，1901年9月只剩不到一千美元（相当于2020年31100美元）:25–26, 54–55。

## 从政

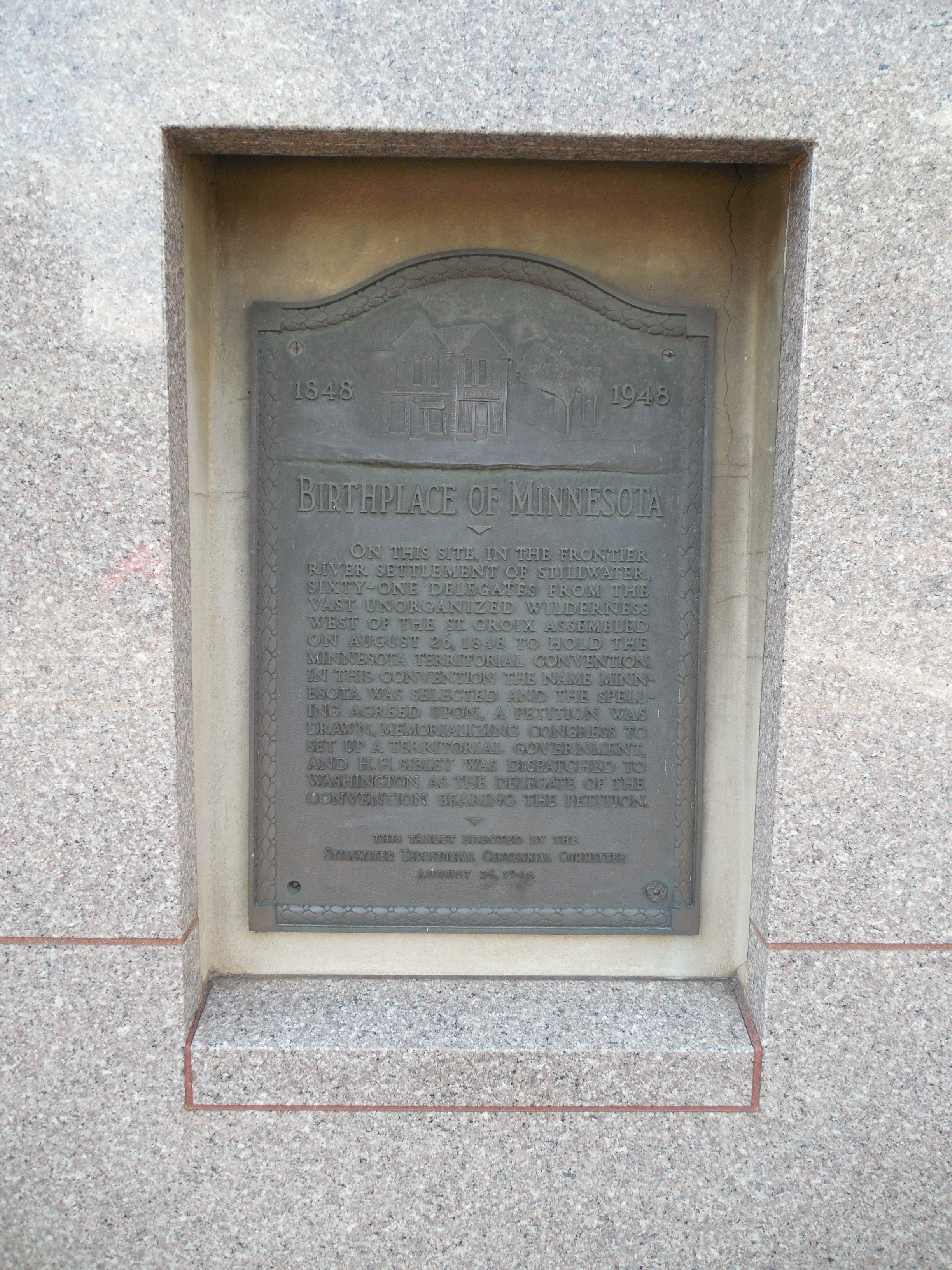
纪念1848年斯蒂尔沃特大会61名与会代表的牌匾，上有尼尔森之名

1846年尼尔森当选威斯康辛领地圣克罗伊县司库，第二年再度当选司库并兼任县委员:322。领地总督亨利·道奇1847年任命他为该县衡平法官。尼尔森参与1848年斯蒂尔沃特大会并与另外60位代表在通过的请愿书签字，8月26日他与另外六人组成的委员会把请愿书呈送国会，促使明尼蘇達領地1849年成立:363。1849年10月20日，尼尔森在圣保罗出席大会，创立明尼苏达民主党且为首批党员。
1849年11月26日，尼尔森在明尼苏达领地新成立的华盛顿县当选司库。他是明尼苏达大学首批校董事，从1851年2月任职至1859年2月，所在大学建筑委员会1856年5月受命为需要的楼房征集方案。1853年5月15日至1854年1月17日，他取代亚伯拉罕·范·沃赫斯，在威利斯·戈尔曼总督手下担任明尼苏达领地审计员。尼尔森1852、1855、1856年三度出任华盛顿县委员:323，1858年在斯蒂尔沃特南面成立贝顿镇区。同年五月他以马萨诸塞州故居为斯蒂尔沃特以东不远的格林菲尔德镇区起名，1864年镇区更名格兰特:450–451。1858年10月4日，明尼苏达民主党提名尼尔森与查尔斯·伦纳德出任华盛顿县州参议员。
1858年10月12日，民主党候选人尼尔森与共和党候选人威廉·麦库西克在第一选区胜出，1859至1861年担任明尼苏达州参议员:88。尼尔森在第二届州议会铁路与铁路债券特别委员会、州监狱委员会任职。1860年2月4日他与铁路委员会同僚卢修斯·斯坦纳德递交报告，建议删除人称“贷款修正案”的《明尼苏达宪法》第九条第十款。该修正案1858年提出，旨在加快铁路基础设施建设，授权铁路公司取得总额达五百万美元（相当于2020年1.44亿美元）的贷款:370–371。第十款很快就在1860年总统大选期间废除。1860年3月5日州参议院表决查尔斯·麦库宾旨在明尼苏达州奴隶制合法化的法案，民主党议员只有尼尔森与麦库宾等五人投赞成票:599–601。同年10月12日，民主党选区大会召开并提名尼尔森为第二选区候选人，共和党提名曾在首届州议会代表第一选区的医生乔尔·雷纳。此次州议会选举共和党攻城掠地，尼尔森在11月6日普选不敌雷纳。
尼尔森1863至1865年任斯蒂尔沃尔市议员:214，1864年当选民主党全国大会代表，投票支持乔治·B·麦克莱伦。

## 晚年及谢世
尼尔森是老定居者协会创会成员:731，还在1859和1866年担任主席:740。1866年他成为当地普救派教会托管人。人近黄昏的尼尔森还曾拥有名为马奎尔女士的印度小马。
1867年5月6日早上，苏格拉底·尼尔森在斯蒂尔沃特死于结核病，享年53岁；此前他已病倒数月，连续几周卧床不起。据《斯蒂尔沃特信使报》刊登的讣告记载，城内大部分企业、商户当天下午停业以示纪念。四年后艾玛嫁给长期酗酒的律师费耶特·马什，此人曾是工程师，研读法律后迁居斯蒂尔沃特开办律师事务所:25–26, 54–55。两人1873年建起别墅并育有三个孩子:26，分别起名埃拉、尼尔森·奥里斯、费斯:25。1880年11月23日，年仅32岁的艾玛撒手人寰，据讣告所述死于“短暂但痛苦的疾病”。1873至1876年贝特西住在女儿和女婿家里继续管理尼尔森的财产:26，但她多年来一直和女婿就遗产问题存在分歧:25–29，1882年搬到隔壁。艾玛去世五年后，贝特西持续病重两个月并在1885年10月8日死于心脏病，终年72岁:59:26。

## 影响

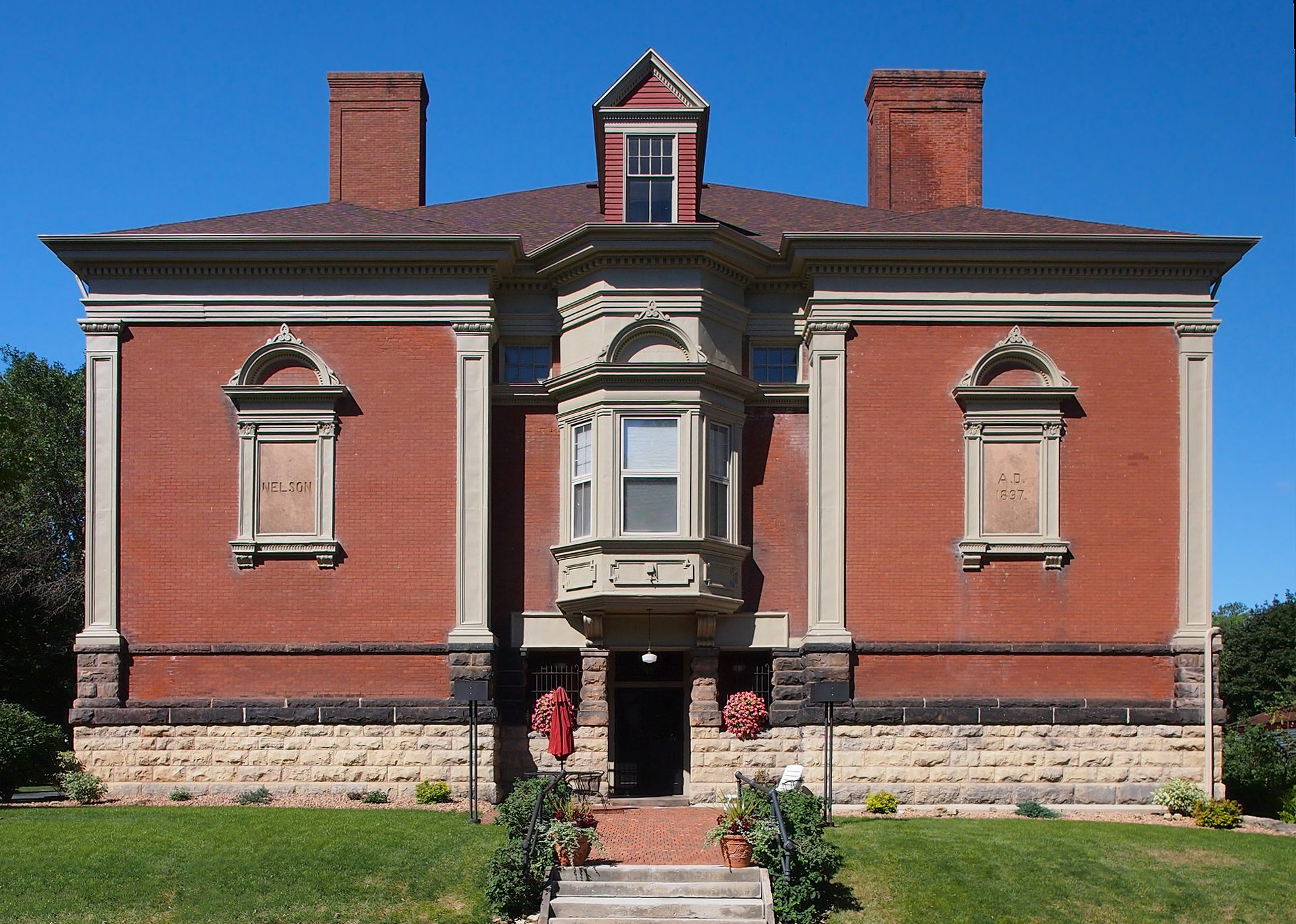
以苏格拉底·尼尔森命名以示纪念的尼尔森学校

华盛顿县历史法院北门廊挂匾纪念尼尔森与丘吉尔以五美元低价转让法院所在地块。斯蒂尔沃特以他命名的尼尔森街与圣克罗伊河畔垂直。尼尔森的商店曾改为家具店，1911年3月拆除收取木材。
1885年9月28日，以他命名的尼尔森学校在斯蒂尔沃特开学。为满足日渐增多的学生需要，学校所在地1897年9月25日建起新校园:145。1979年10月25日，学校大楼入选國家史蹟名錄。

## 扩展阅读
- Andreas, Alfred Theodore. . Chicago. 1874: 52  [2021-12-31]. LCCN 01017516. （原始内容存档于2021-11-09） –the David Rumsey Historical Map Collection.
- Larson, Agnes Mathilda.  (PDF). Minnesota History. 1937-06, 18 (2): 165–179  [2021-12-31]. JSTOR 20162170. （原始内容存档 (PDF)于2021-11-08） –the Minnesota Historical Society.
- (video). City of Stillwater. 2013-10-01  [2021-12-31]. （原始内容存档于2021-12-31） –YouTube.